# Suto a sendá asina
Pour plus de détails, voir Fiche technique et Distribution.
Suto a sendá asina est un film documentaire colombien réalisé par Teresa Saldarriaga, sorti en 2000.

## Synopsis
Suto a sendá asina explique que la musique et la danse sont étroitement liées à l'histoire et au travail des habitants de Palenque de San Basilio.

## Fiche technique
- Titre : Suto a sendá asina
- Réalisation : Teresa Saldarriaga
- Production : Yuma Vídeo Cine - Ministerio de Educación Nacional de Colombia
- Recherches : Clara Inés Guerrero - Movimiento Cimarrón
- Image : Alex Eduardo Gómez
- Transcription de textes : Aurora Guzmán
- Montage : Sandro Ariza